# Gore Obsessed
Gore Obsessed is het achtste studioalbum van de Amerikaanse deathmetalband Cannibal Corpse, uitgebracht in 2002 door Metal Blade Records. Er is ook een Japanse versie met "Compelled to Lacerate (LIVE)" als bonustrack.

## Tracklist
1. "Savage Butchery" – 1:50
2. "Hatchet to the Head" – 3:34
3. "Pit of Zombies" – 3:58
4. "Dormant Bodies Bursting" – 2:00
5. "Compelled to Lacerate" – 3:29
6. "Drowning in Viscera" – 3:36
7. "Hung and Bled" – 4:13
8. "Sanded Faceless" – 3:51
9. "Mutation of the Cadaver" – 3:09
10. "When Death Replaces Life" – 4:59
11. "Grotesque – 3:42
12. "No Remorse" (Metallica cover) (alleen beperkte idities)

## Leden
- George "Corpsegrinder" Fisher - zang
- Jack Owen - gitaar
- Pat O'Brien - gitaar
- Alex Webster - basgitaar
- Paul Mazurkiewicz - drums